# Jill Craybas
Jill Craybas (født 4. juli 1974 i Providence, Rhode Island, USA) er en professionel tennisspiller fra USA.